# Per le strade
Per le strade è un brano musicale di Nina Zilli, estratto come terzo singolo dal suo secondo album L'amore è femmina, dal quale erano stati estratti già due singoli di successo: Per sempre, singolo sanremese, diventato disco d'oro in Italia, e L'amore è femmina (Out of Love), brano che ha partecipato alla competizione europea Eurovision Song Contest, a Baku, classificandosi nono. Il brano è stato presentato, oltre ai vari showcase per il disco e al tour della cantante, per la prima volta da vivo agli Mtv Days 2012. Il pezzo è stato scritto dal cantautore Luigi De Crescenzo, meglio conosciuto come Pacifico.